# スカイスポーツ (競技)
スカイスポーツ（エアースポーツ、航空スポーツ）は、航空機を利用したスポーツである。

## 分類
国際航空連盟 (FAI) では、エアースポーツを一般航空・気球・ヘリコプター・曲技飛行・グライダー・模型航空・ハンググライダー・パラグライダー・マイクロライト（超軽量動力機）・パラシューティング（スカイダイビング）・人力機・（パイロットが搭乗する訳ではないが）カイト（凧）などのカテゴリに分類している。
固定翼機
- 曲技飛行
- エアレース

気球
- 気球
- 熱気球

グライダー
- グライダー

模型航空
- 模型航空

マイクロライト及びパラモーター
- 超軽量動力機
- パラモーター - モーターパラグライダー (MPG)、パワードパラグライダー (PPG) とも呼ばれる
- パワードハンググライダー (PHG)
- オートジャイロ

ハンググライダー
- ハンググライダー

パラグライダー
- パラグライダー

パラシューティング（スカイダイビング）
- スカイダイビング

## ギャラリー

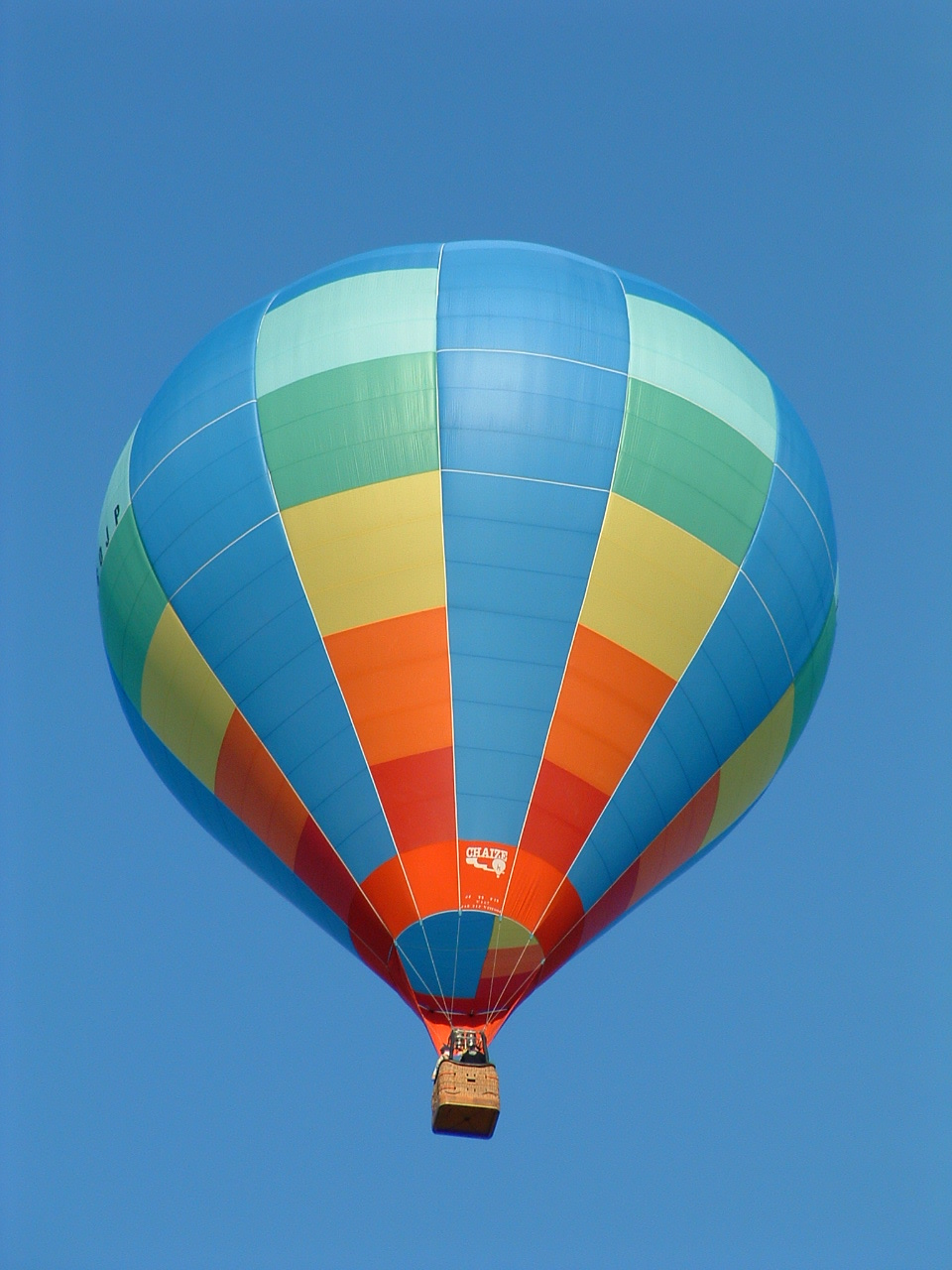
気球
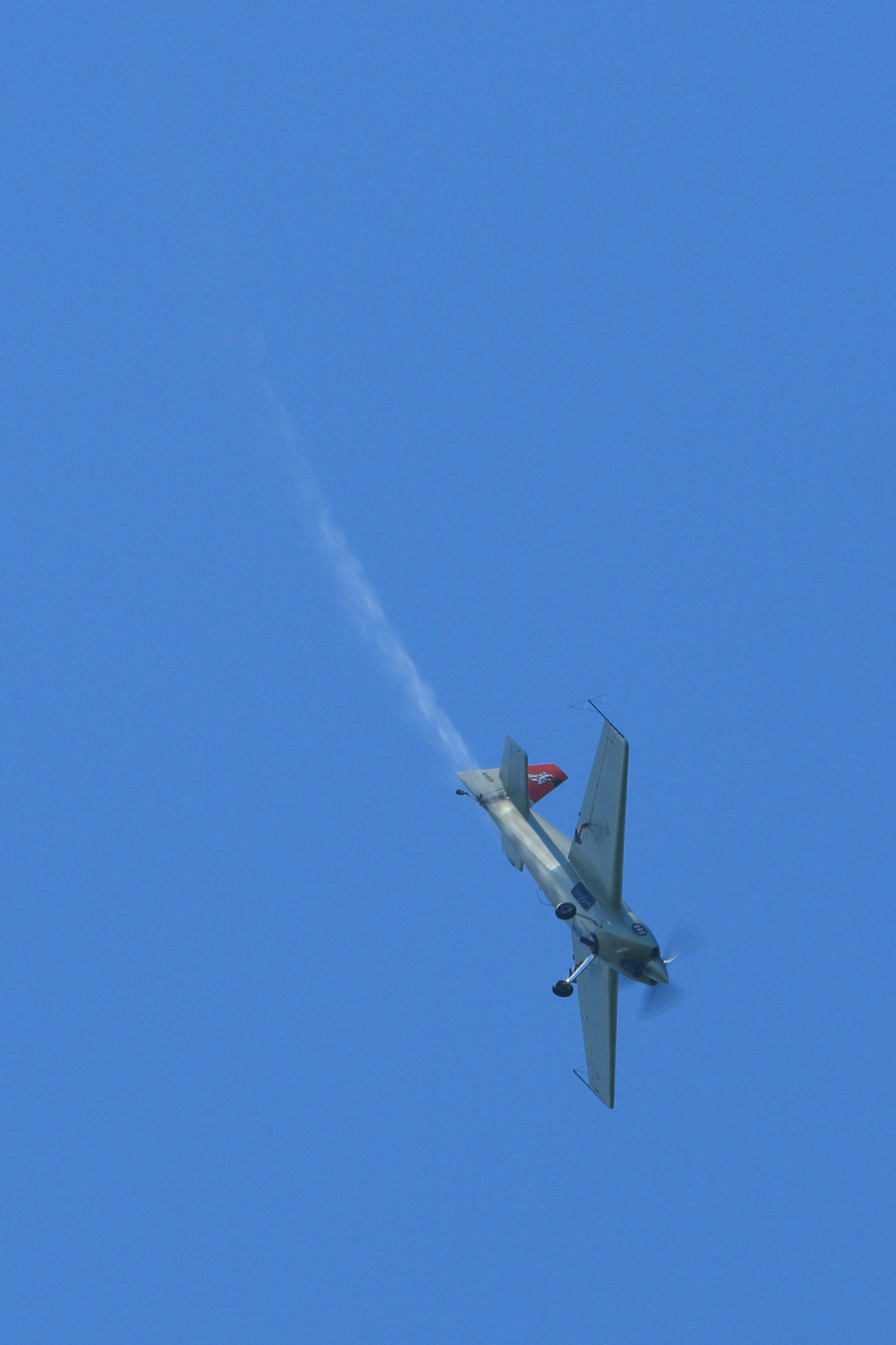
曲技飛行
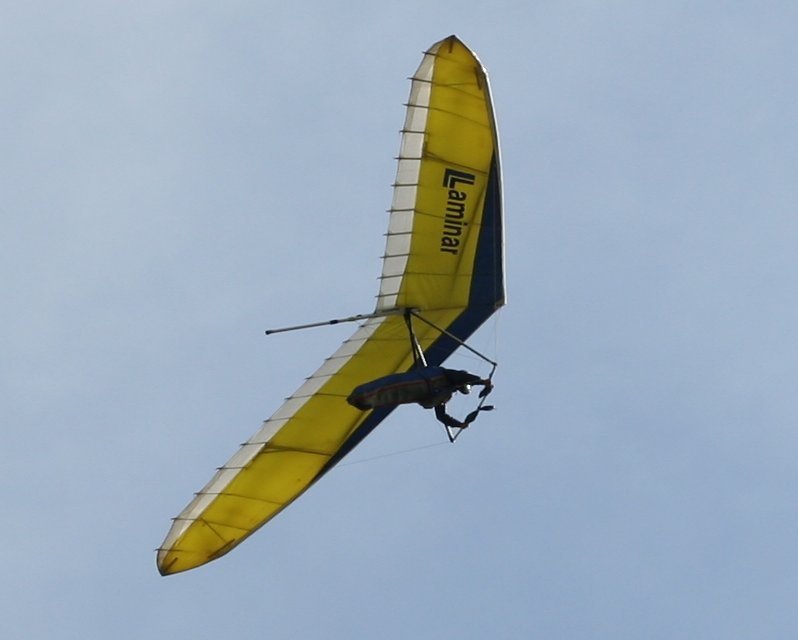
ハンググライダー
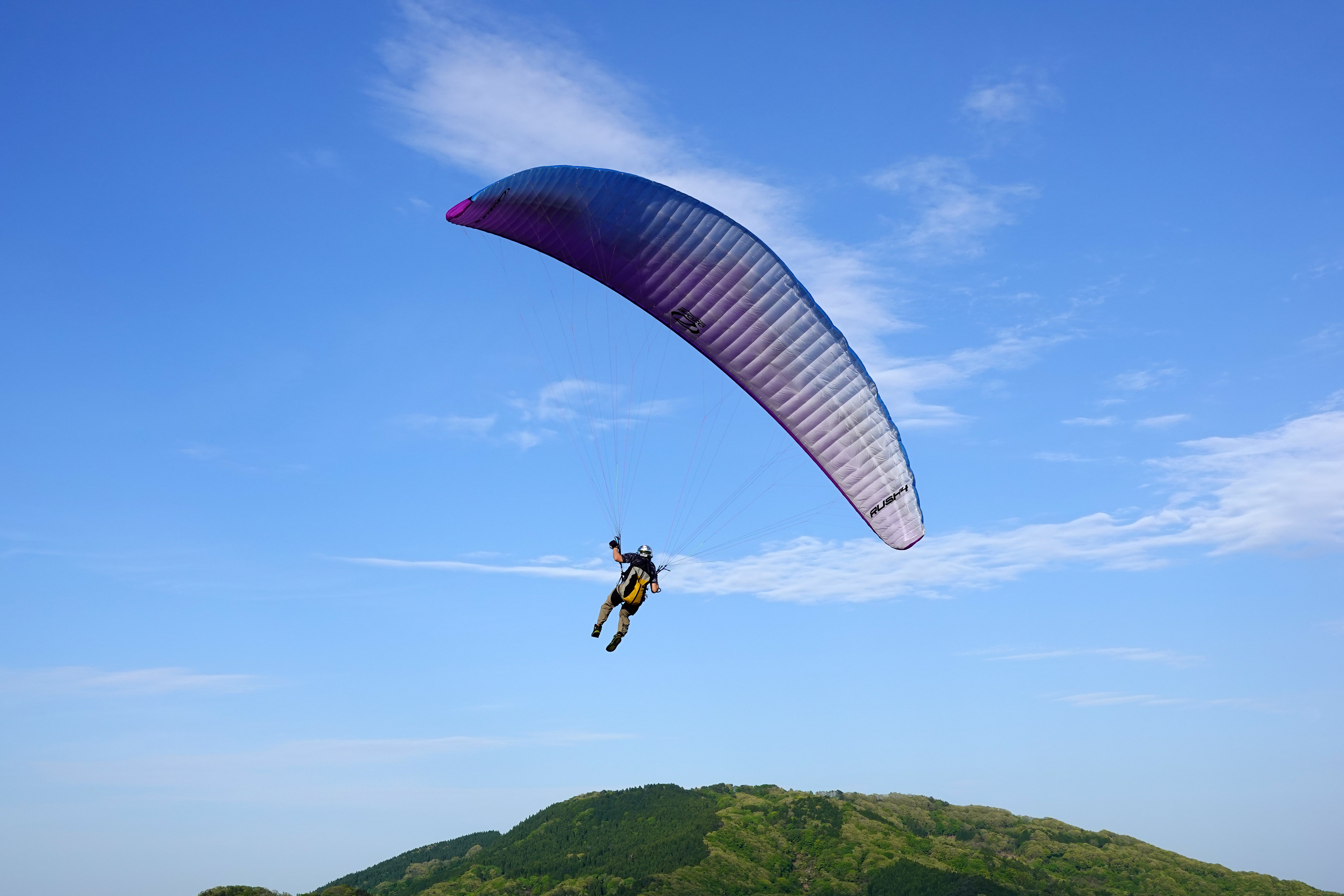
パラグライダー
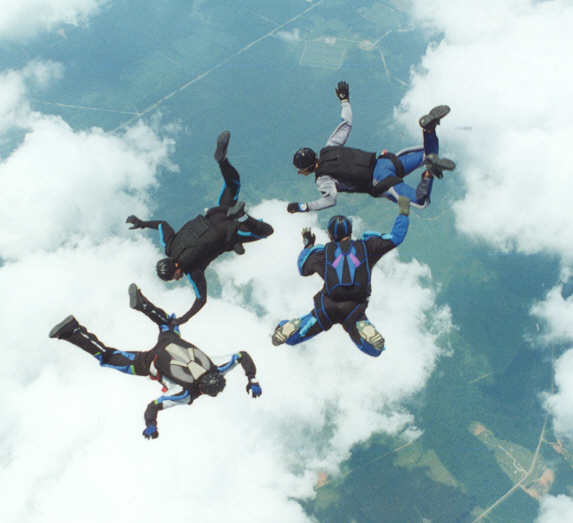
スカイダイビング